# Carl Henrik Bergstrand
Carl Henrik Bergstrand, född 1800 på Sikfors bruk i Hällefors socken, Örebro län, död 1850, var en svensk läkare.
Bergstrand blev student vid Uppsala universitet 1813, kirurgie magister 1828, medicine doktor i Lund 1831 samt professor i kirurgi och obstetrik vid Uppsala universitet 1838. Han var rektor för Uppsala universitet 1850. Han var bataljonsläkare vid Upplands regemente samt hospitals- och lasarettsläkare i staden från 1832.
Bergstrand skrev, förutom en mängd uppsatser i tidskrifter, åtskilliga i bokform utkomna avhandlingar, såsom Några anmärkningar rörande testicklarnes sjukdomar (1831), De spina bifida (1838), Chirurgiska iakttagelser (1842–1848), Afhandlingar uti allmän chirurgi (1848–1849) och Om kärlutvidgningar (1848).
Bergstrand ligger begravd på Uppsala gamla kyrkogård.